# 本荘宗義
本荘 宗義（ほんじょう むねよし、1867年3月14日（慶応3年2月9日）- 1915年（大正4年）4月9日）は、明治から大正期の政治家、華族。貴族院子爵議員。旧姓・松平、旧名・忠男。本庄と表記される場合がある。

## 経歴
宮津藩主・松平宗武の二男（庶子）として生まれる。1892年（明治25年）7月13日に宗義と改名した。父の死去に伴い、1893年（明治26年）5月31日に子爵を襲爵した。
1906年（明治39年）5月18日、貴族院子爵議員補欠選挙で当選し、死去するまで在任した。日露戦争の功により勳四等に叙せらる。
1915年4月、東京市牛込区市ヶ谷河田町の自宅で静養中に死去した。

## 親族
- 母 恵津（長沢宗正姉）[4]
- 先妻 玉子（たまこ、酒井忠績四女、離縁）[1]
- 後妻 孝子（たかこ、鍋島直紀九女、1897年12月結婚）[3][1]
- 長男 本荘宗久（子爵）[1]。妻の信子は小笠原長生の三女[10]。